# Letalonosilka
Letalonosilka je vrsta vojne ladje, ki služi kot plavajoča letalska baza. Krov letalonosilke, njena paluba je ravno grajen, tako da omogoča vzlet in pristanek letal. Pod krovom, v podpalubju pa so v več ravneh, nadstropjih, prostori namenjeni bivanju in delu posadke, vključno s hangarji za letala, delavnicami za popravilo in oskrbo letal, orožja in pripadajoče opreme, ter skladiščnimi prostori, v katerih hranijo vse potrebno za oskrbo ljudi in materiala. 
Prvi polet iz letalonosilk je bil leta 1910.

## Vrste letalonosilk
- Superletalonosilke
- Konvencionalne letalonosilke
- Letalonosilke V/STOL
- Lahke letalonosilke
- Nosilka helikopterjev - posebna podvrsta vojne ladje, a jo prištevamo k letalonosilkam